# 杜康

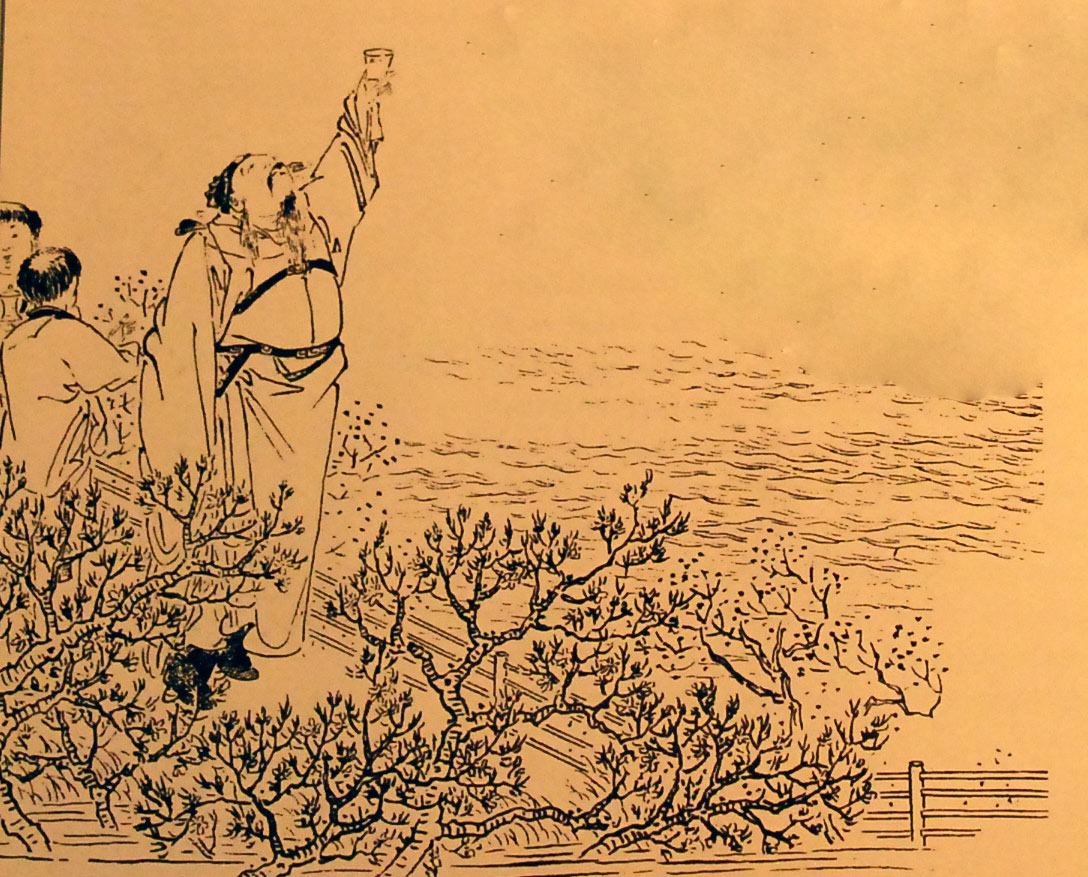

杜康是中國傳說中的人物，相傳善於造酒。有说杜康是酒的發明者，因此後世將杜康尊為酒神，製酒業則奉杜康為祖師爺，但是他的身份，說法紛雜。曹操《短歌行》有曰——“慨当以慷，忧思难忘。何以解忧，唯有杜康。」

## 源流
- 杜康，夏朝大禹的宰臣。意外發現黍麥發酵能製酒。將最早的酒獻給大禹。但大禹認為酒能讓人意識不清、頭痛。於是頒布中國第一項禁酒令。杜康只好繼續在家私釀酒類，並傳兒子黑塔。杜康被尊為酒神。黑塔忘記釀酒ㄧ事，等他想起來，酒已酸掉，以此入菜，於是發明了醋。往後記得釀醋需二十一天。

- 「杜康」即夏天子少康，對酒有研究，被視為酒神。少康之父親相是夏朝之君，遭到權臣后羿兵變篡位，相逃歸山野，而後，后羿的部將寒浞殺后羿，自立為王，並追殺相，相自殺而死。妻子后緡正懷孕，逃回娘家有仍氏（今山東省濟寧市），生下相的遺腹子少康，居於「杜」（今日山東鉅野縣），故又稱杜康。少康後又逃至有虞氏（今河南商丘虞城南）任庖正，在虞娶妻，在同姓部落斟灌與斟鄩的幫助下，與舊臣靡等人合力，攻滅了寒浞，還都陽夏（今河南太康），恢復夏朝，此即史書中所稱的少康中興[2]。

- 「杜康」是周朝大夫杜伯的族人，改進了釀酒的工藝。杜伯直言極諫，被周宣王斬殺，杜康徙空桑澗（今河南汝陽縣杜康村）為人牧羊為生，於史載“餘粥棄於桑，鬱積成香，竟有奇味，杜康嘗而甘美，遂得釀酒之秘”。明朝万历年间修撰的《直隶汝州全志·伊阳（今汝阳县）古蹟》载：“杜康即杜康村，城北五十里，杜康造酒处，有杜水，《水经注》名康水。该志卷九又载：杜水河，城北五十里，源于牛山，由杜康石八过铜沟至夹河，会于伊（水），长十里，因杜康造酒于此，故名。”

## 文化
在中國文學中，杜康之名也成為酒的代名詞，例如曹操《短歌行》中便有「何以解憂，唯有杜康」的名句，唐朝詩人杜甫也有“杜酒勞頻勸”的詩句，晚唐詩人皮日休亦有“滴滴連有聲，空凝杜康語”的佳句傳頌。
- 《尚书·酒诰》“惟天降命，肇我民，惟元祀。”
- 孔颖达疏引汉应劭《世本》：“杜康造酒。”
- 东汉《说文解字。巾部》：“古者少康初箕作帚、秫酒。智康，杜康也。”
- 宋朱翼中《酒经》：“仪狄作酒醪，杜康作秫酒。”
- 明许时泉《写风情》：“你道是杜康传下瓮头春，我道是嫦娥挤出胭脂泪。”
- 清陈维崧《满江红·闻阮亭罢官之信并寄西樵》词：“使渐离和曲，杜康佐酿。”

在日本，「杜氏」是酒廠中負責釀酒的最高負責人的職稱。

## 傳播
1972年日本首相田中角榮訪問中國時，提出要喝“杜康酒”，周恩来為此專門派人到河南尋問杜康酒的旧跡。
- 杜康祠
- 河南洛阳杜康墓，清代立碑